# Bärtjärnen (Tåsjö socken, Ångermanland, 713518-148983)
Bärtjärnen är en sjö i Strömsunds kommun i Ångermanland och ingår i Ångermanälvens huvudavrinningsområde.